# Filozofii și plugarii
Filosofii și plugarii este o snoavă versificată scrisă de George Coșbuc.